# Nycteris thebaica
Nycteris thebaica là một loài động vật có vú trong họ Nycteridae, bộ Dơi. Loài này được E. Geoffroy mô tả năm 1818.

## Hình ảnh

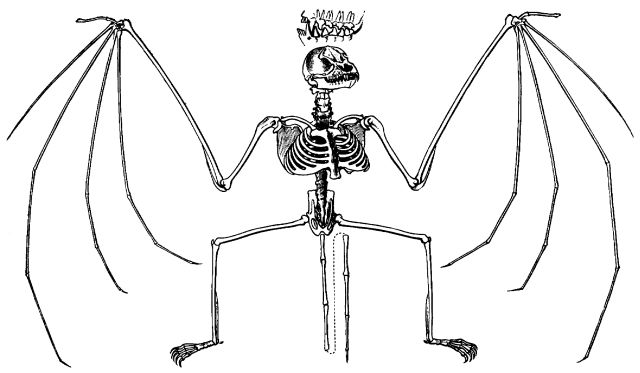